# Jasem Sultan
Jasem Yacoub Sultan  (arabsky جاسم يعقوب سلطان, narozen 25. října 1953, Kuvajt) je bývalý kuvajtský fotbalový útočník a reprezentant.
Účastník MS 1982 ve Španělsku.

## Reprezentační kariéra
Sultan se zúčastnil LOH 1980 v Moskvě, kde Kuvajt vypadl ve čtvrtfinále se Sovětským svazem (porážka 1:2).
Hrál i na Mistrovství světa ve fotbale 1982 ve Španělsku, kde Kuvajt obsadil se ziskem jednoho bodu poslední čtvrté místo ve skupině 4. Bod uhrál s týmem Československa.